# Gustav Ucicky
Gustav Ucicky [uˈtʃitski] est un réalisateur, directeur de la photographie, scénariste et directeur de casting autrichien né le 6 juillet 1899 à Vienne et mort le 27 avril 1961 à Hambourg en Allemagne.

## Biographie
Il naît à Vienne, sa mère de dix-neuf ans qui était domestique ayant eu une liaison avec Gustav Klimt, le maître de maison, pour lequel elle servait aussi de modèle.
Gustav Ucicky fait ses études à l'Institut géographique militaire de Vienne. Avec son ami d'enfance Karl Hartl, il entre en 1916 aux studios Sascha-Film à Vienne, où il devient assistant. Il grimpe les échelons et travaille sur le tournage de Sodome et Gomorrhe de Michael Curtiz en 1922. Il épouse Betty Bird, le 23 décembre 1923, dont il divorce en août 1936. Après la mort du comte Kolowrat-Krakowsky, fondateur des studios Sascha Films, et la faillite qui s'ensuit, Ucicky s'installe en Allemagne.
Il fait partie à Berlin de la première vague des réalisateurs du cinéma parlant et la UFA l'engage en 1929. Il réalise aux côtés de Vernon Sewell Morgenrot premier film sur l'histoire d'un sous-marin de la Première Guerre mondiale et son premier grand succès, Réfugiés (Flüchtlinge) sur la persécution des Allemands de la Volga en Mandchourie par les Soviétiques en 1928, dont la version française s'appelle Au bout du Monde/Les Fugitifs, codirigée par Henri Chomette.
Devenu cinéaste officiel du IIIe Reich, Gustav Ucicky met en scène en 1935 une Jeanne d'Arc de propagande nazie dans le film Jeanne d'Arc (Das Mädchen Johanna) : la Pucelle d'Orléans étant comparée à la figure d'Hitler, et Charles VII de France à celle de Joseph Goebbels.
Il retourne à Vienne, après l'Anschluss de 1938 et travaille pour la Wien Film GmbH. Son film Der Postmeister (Le Maître de poste d'après Pouchkine) est primé à la Mostra de Venise en 1940. L'année suivante un film de propagande Heimkehr produit par son ami Karl Hartl, où jouent Paula Wessely et Peter Petersen, est encore primé à Venise. Ce film décrit la persécution polonaise envers la minorité allemande, dans des territoires devenus polonais, avant l'éclatement de la Seconde Guerre mondiale.
Après la guerre, Ucicky ne peut à nouveau travailler, à cause de la politique de dénazification, qu'en 1948, dans une Vienne divisée en quatre zones d'occupation alliée. Son film Nach dem Sturm (Après la tempête) rencontre un certain succès, puis il retourne en Allemagne, où son film de 1954 Die Hexe (La Sorcière) est loué par la critique tant nationale qu'internationale.
Il meurt d'une attaque cardiaque en 1961 à Hambourg. Il est enterré à Vienne.

## Filmographie

### Réalisateur
- 1927 : Pratermizzi
- 1927 : Tingel Tangel
- 1927 : Trois Nuits d'amour (Café Elektric)
- 1928 : Ein Besserer Herr
- 1928 : Corazones sin rumbo
- 1929 : Vererbte Triebe: Der Kampf ums neue Geschlecht
- 1929 : Der Sträfling aus Stambul
- 1930 : L'Immortel Vagabond
- 1930 : Le Procès de Marie Kellermann (Hokuspokus)
- 1930 : La Veuve temporaire (The Temporary Widow)
- 1930 : Le Concert de flûte de Sans-Souci (Das Flötenkonzert von Sans Souci)
- 1931 : Im Geheimdienst
- 1931 : Yorck
- 1932 : Mensch Ohne Namen (Un homme sans nom d'après Le Colonel Chabert d'Honoré de Balzac)
- 1933 : Morgenrot
- 1933 : Les Fugitifs (Flüchtlinge) (Une version française Au bout du monde sera coréalisée avec Henri Chomette l'année suivante)
- 1934 : Nuit de mai (France, avec Henri Chomette)
- 1934 : Au bout du monde (France, avec Henri Chomette)
- 1934 : Der junge Baron Neuhaus (Version allemande du film franco-allemand Nuit de mai d'Henri Chomette)
- 1935 : Jeanne d'Arc (Das Mädchen Johanna)
- 1936 : Savoy-Hotel 217
- 1936 : Unter heißem Himmel
- 1937 : Der Zerbrochene Krug
- 1938 : Wort und Tat
- 1938 : Frau Sixta
- 1939 : Aufruhr in Damaskus
- 1939 : Une mère (Mutterliebe)
- 1940 : Le Maître de poste (Der Postmeister)
- 1940 : Toute une vie (de) (Ein Leben lang)
- 1941 : Retour au pays (de) (Heimkehr)
- 1943 : Amour tardif (de) (Späte Liebe)
- 1944 : Der gebieterische Ruf
- 1944 : Le Cœur doit se taire (de) (Das Herz muß schweigen)
- 1947 : Au bout du monde (de) (Am Ende der Welt)
- 1947 : Singende Engel (de)
- 1948 : Après la tourmente (Nach dem Sturm)
- 1950 : Le Brasseur d'âmes (de) (Der Seelenbräu)
- 1950 : Cordula
- 1952 : Quand nous nous reverrons (de) (Bis wir uns wiedersehn)
- 1953 : Je ne suis qu'un homme (de) (Der Kaplan von San Lorenzo)
- 1954 : Die Hexe (de)
- 1954 : Ein Leben für Do (de)
- 1955 : Les Yeux bleus (de) (Zwei blaue Augen)
- 1957 : Le Chasseur de Fall (de) (Der Jäger von Fall)
- 1957 : Le Roi des edelweiss (de) (Der Edelweißkönig)
- 1957 : La Sainte et son fou (de) (Die Heilidge und ihr Narr)
- 1958 : La Jeune Fille de Moorhof (Das Mädchen vom Moorhof)
- 1958 : Le Prêtre et la Jeune Fille (Der Priester und das Mädchen)
- 1960 : L'Héritage de Björndal (Das Erbe von Björndal)

### Directeur de la photographie
- 1919 : Die Dame mit dem schwarzen Handschuh
- 1920 : Golgatha
- 1920 : Boccaccio
- 1920 : Gold
- 1920 : Marquis fun
- 1920 : Der Stern von Damaskus
- 1920 : Die Gottesgeisel
- 1920 : Gefesselt
- 1921 : Herzogin Satanella
- 1921 : Frau Dorothys Bekenntnis
- 1921 : Herzen im Sturm
- 1921 : Labyrinth des Grauens
- 1921 : Narren des Liebe
- 1922 : Sodome et Gomorrhe (Sodom und Gomorrha)
- 1923 : Le Jeune Medardus (Der Junge Medardus)
- 1923 : L'avalanche (Die Lawine) de Michael Kertész
- 1923 : Namenlos
- 1924 : Harun el Rachid
- 1924 : L'Esclave reine de Mihaly Kertész
- 1926 : Mikoschs letztes Abenteuer
- 1926 : Le Fiacre n° 13 de Michael Curtiz
- 1926 : Dürfen wir schweigen ?
- 1926 : Die Dritte Eskadron
- 1926 : Der Goldene Schmetterling
- 1927 : Pratermizzi

### Scénariste
- 1934 : Nuit de mai
- 1934 : Der Junge Baron Neuhaus
- 1947 : Singende Engel
- 1948 : Nach dem Sturm
- 1950 : Cordula
- 1954 : Die Hexe

### Directeur de casting
- 1932 : Un homme sans nom

## Récompenses
- 1940 : A la Mostra de Venise, Der Postmeister a remporté la Coupe Mussolini.